# Saison 2017 de l'équipe cycliste Sporting-Tavira
La saison 2017 de l'équipe cycliste Sporting-Tavira est la vingt-troisième de cette équipe.

## Préparation de la saison 2017

### Arrivées et départs
| Arrivées             | Équipe 2016            |
| -------------------- | ---------------------- |
| Joni Brandão         | Efapel                 |
| Frederico Figueiredo | Rádio Popular-Boavista |
| Alejandro Marque     | LA Alumínios-Antarte   |
| Fábio Silvestre      | Leopard                |

| Départs            | Équipe 2017                      |
| ------------------ | -------------------------------- |
| David de la Fuente | Louletano-Hospital de Loulé      |
| Júlio Gonçalves    | Moreira Congelados-Feria-Andrade |
| Rafael Lourenço    | Liberty Seguros-Carglass         |
| Hugo Sabido        |                                  |

## Coureurs et encadrement technique

### Effectif
| Cycliste             | Date de naissance | Nationalité    | Équipe 2016            |  |
| -------------------- | ----------------- | -------------- | ---------------------- |  |
| Shaun-Nick Bester    | 10 mars 1991      | Afrique du Sud | Sporting-Tavira        |  |
| Joni Brandão         | 20 novembre 1989  | Portugal       | Efapel                 |  |
| Jesús Ezquerra       | 30 novembre 1990  | Espagne        | Sporting-Tavira        |  |
| Luís Fernandes       | 2 décembre 1987   | Portugal       | Sporting-Tavira        |  |
| Frederico Figueiredo | 25 mai 1991       | Portugal       | Rádio Popular-Boavista |  |
| Óscar González Brea  | 28 février 1992   | Espagne        | Sporting-Tavira        |  |
| Mario González Salas | 6 juin 1992       | Espagne        | Sporting-Tavira        |  |
| David Livramento     | 18 décembre 1983  | Portugal       | Sporting-Tavira        |  |
| Alejandro Marque     | 23 octobre 1981   | Espagne        | LA Alumínios-Antarte   |  |
| Rinaldo Nocentini    | 25 septembre 1977 | Italie         | Sporting-Tavira        |  |
| Valter Pereira       | 22 février 1990   | Portugal       | Sporting-Tavira        |  |
| Fábio Silvestre      | 25 janvier 1990   | Portugal       | Leopard                |  |

## Bilan de la saison

### Victoires
| Date       | Course                          | Pays     | Classe | Vainqueur         |
| ---------- | ------------------------------- | -------- | ------ | ----------------- |
| 22/02/2017 | 1re étape du Tour de l'Alentejo | Portugal | 2.1    | Rinaldo Nocentini |